# Sparkasse Hennstedt-Wesselburen

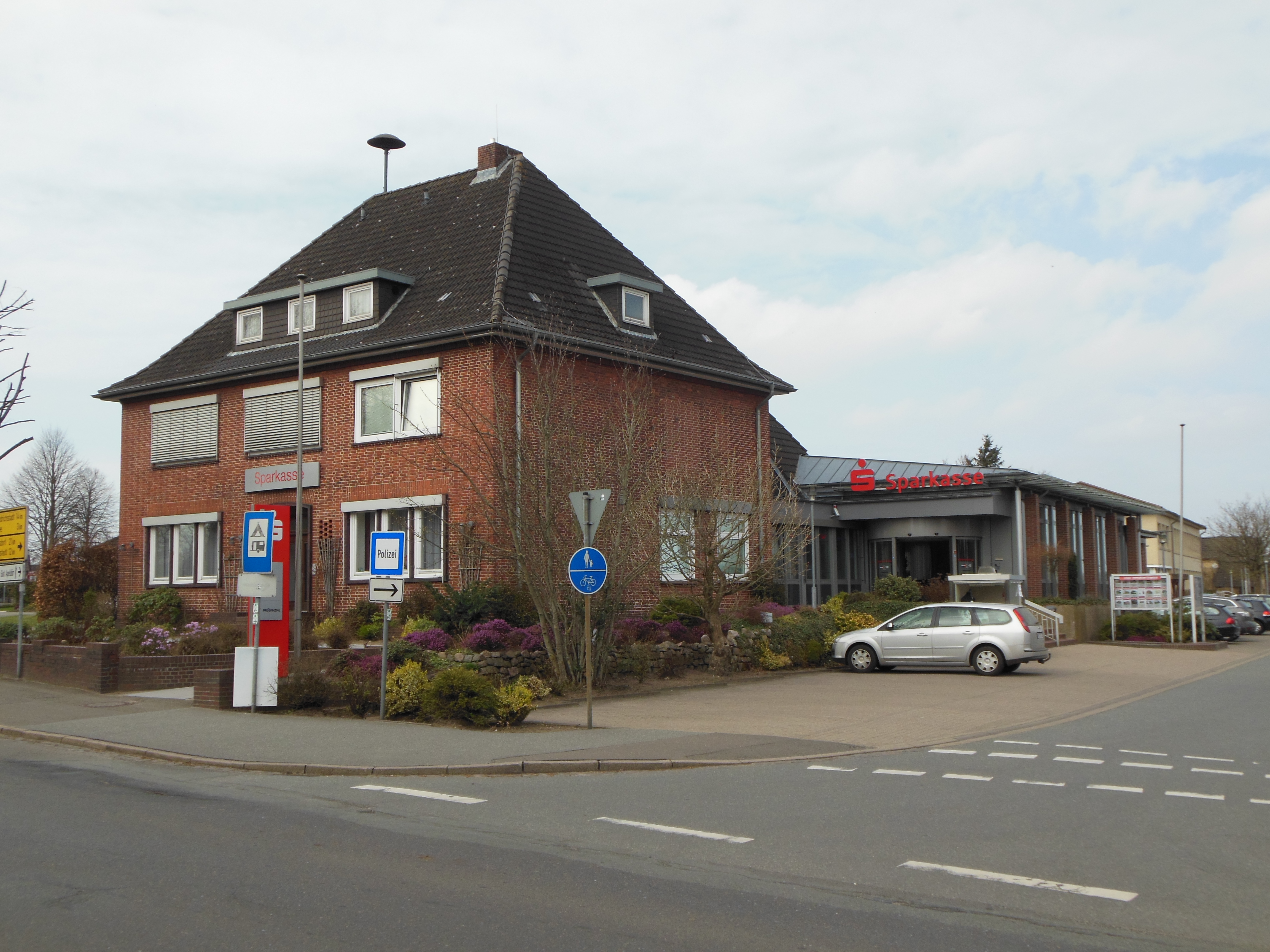
Hauptstelle Hennstedt, Mühlenstraße 18

Die Sparkasse Hennstedt-Wesselburen war eine Sparkasse im Kreis Dithmarschen in Schleswig-Holstein. Sie war eine Anstalt des öffentlichen Rechts mit Doppelsitz in Hennstedt und Wesselburen. Die Verwaltung befand sich am Sitz Hennstedt. Im Juli 2017 hat das Institut mit der Sparkasse Mittelholstein fusioniert.

## Geschäftsgebiet und Träger
Das Geschäftsgebiet der Sparkasse Hennstedt-Wesselburen umfasste den nördlichen Teil des Kreises Dithmarschen. Neben den beiden Hauptstellen in Hennstedt und Wesselburen unterhielt die Sparkasse Hennstedt-Wesselburen sechs weitere personenbesetzte Geschäftsstellen.
Träger der Sparkasse war der Zweckverband Sparkasse Hennstedt-Wesselburen. Dem Zweckverband gehörten 53 Gemeinden der Ämter Kirchspielslandgemeinden Eider, Kirchspielslandgemeinde Heider Umland und Büsum-Wesselburen als Mitglieder an.

## Geschichte
Die Sparkasse Hennstedt-Wesselburen entstand am 1. Januar 1992 aus der Fusion der Marschsparkasse Wesselburen mit der Geestsparkasse Hennstedt.